# Michael G. Wilson
Michael Gregg Wilson, OBE (født 1942) er en amerikansk filmproducent og manuskriptforfatter og søn af Dana Broccoli (født Natol) og Lewis Wilson. Han er stedsøn til Albert R. Broccoli.